# Консьна-Гурна
Консьна-Гурна (пол. Kąśna Górna) — село в Польщі, у гміні Ценжковиці Тарновського повіту Малопольського воєводства.
Населення — 709 осіб (2011).
У 1975-1998 роках село належало до Тарновського воєводства.

## Демографія
Демографічна структура станом на 31 березня 2011 року:
|          | Загалом | Допрацездатний вік | Працездатний вік | Постпрацездатний вік |
| -------- | ------- | ------------------ | ---------------- | -------------------- |
| Чоловіки | 363     | 77                 | 253              | 33                   |
| Жінки    | 346     | 72                 | 200              | 74                   |
| Разом    | 709     | 149                | 453              | 107                  |